# آمریکن دایور
آمریکن دایور (به انگلیسی: American Diver) یک کشتی است که طول آن ۳۶ فوت (۱۱ متر) می‌باشد. این کشتی در سال ۱۸۶۳ ساخته شد.